# پی.او.دی.
پی‌ایبل آن دث (به انگلیسی: Payable On Death) (یا به اختصار P.O.D.) یک گروه نیو متال مسیحی است که در سال ۱۹۹۲ تشکیل شد. گروه متشکل از سانی سندوال (خواننده)، ویو برناردو (درام)، مارکوس کیوریل (گیتار) و ترا دنیلز (بیس) می‌باشد. آن‌ها تا کنون شش آلبوم اصلی استودیویی و دو آلبوم مستقل منتشر کرده‌اند و آثارشان ۱۲ میلیون نسخه در سطح جهان فروخته شده‌است.

## اعضا

### اعضای کنونی
- ویو برناردو: درام، پرکاشن، گیتار ریتم، هم‌خوان  (۱۹۹۲ تا کنون)
- مارکوس کیوریل: گیتار لید، هم‌خوان (۱۹۹۲ تا ۲۰۰۳، ۲۰۰۶ تا کنون)
- ترا دنیلز: بیس، هم‌خوان  (۱۹۹۴ تا کنون)
- سانی سندوال: خواننده اصلی  (۱۹۹۲ تا کنون)

### اعضای پیشین
- گیب پورتیلو: بیس  (۱۹۹۲ تا ۱۹۹۴)
- جیسون تروبی: گیتار لید، هم‌خوان  (۲۰۰۳ تا ۲۰۰۶)